# افرايم سنيه

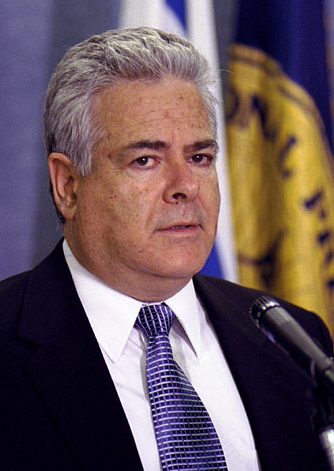
افرايم سنيه.

افرايم سنيه (بالعبرية: אפרים סנה، من مواليد 19 سبتمبر 1944) سياسي وطبيب إسرائيلي وعميد متقاعد من الجيش الإسرائيلي.